# キングフィッシャー航空
キングフィッシャー航空（キングフィッシャーこうくう、英語: Kingfisher Airlines）はかつてインドのベンガルール国際空港を本拠地としていた民間航空会社。国内線のみの航空会社として2004年に創業し、2005年より運航開始したが、2007年に国際線参入の発表を行った。2012年10月、全便の運航を停止し、2013年2月、運航免許が停止された。キングフィッシャー・ビールの製造会社ユナイテッド・ブリュワリーズ社（英語版）の傘下企業。

## 概要
2004年にビール会社のユナイテッド・ブリュワリーズ社によって設立。2005年5月に国内線へ就航した。その後、急成長を遂げて航空機を多数発注したが、同社の深刻化した経営不振問題のため、2013年5月現在、全ての運航が停止している。
2007年2月、エアバスA380型機を5機(オプション3機)を購入する契約を結んだ。これにより、インドとアメリカ合衆国の間に国際線を就航させる予定だった。また、ロンドンや香港、ドバイなどへの中長距離国際線をエコノミーとビジネスの2クラスで運航しており、2004年設立の新興航空会社でありながら、スカイトラックス社の航空会社格付けにおいて、2012年3月ごろまでシンガポール航空やキャセイパシフィック航空と並び、5つ星を有する世界で数少ない航空会社だった。しかし、2012年4月以降から同社のランクが5つ星から外れて保留となった後、2015年6月ごろのサイト更新に伴いランキングから抹消された。
2010年2月23日にワンワールドへ加盟すると正式発表したが、同社の経営不振が深刻化している事が問題視され、ワンワールドへの加盟は保留となっている。

### エア・デカンとの合併
エア・デカン(Air Deccan)は2003年8月に設立された格安航空会社であった。ベンガルール国際空港、チェンナイ国際空港を拠点に、インド国内の65都市に就航していた。
2005年、本拠地が同じベンガルールである格安航空会社のエア・デカンへの資本参加を表明した。2007年12月に、2008年3月までにエア・デカンと合併することを発表。存続会社をエア・デカンとすると共に、存続会社名をキングフィッシャー航空とした。これにより、インドで第2位の規模の航空会社となった。
エア・デカンとして運航されていた便は、Kingfisher Red という、キングフィッシャー航空による低価格サービスの一つに組み込まれた。

### 経営不振
末期の同社は経営不振が続き、2011年7 - 9月期の決算では46.8億ルピー（約70億円）の赤字を計上するなど、資金繰りに窮する状況に追い込まれていた。同年11月には不採算路線を中心に約200便（同社運航便の半分弱）の運航休止に踏み切ったほか、2012年1月にはKingfisher Redの営業を休止した。
しかし経営状況は低迷したままであり、2012年2月には再び大規模な運航休止に追い込まれたほか、航空連合の「ワンワールド」への正式加盟も延期する事態となった。3月に入ると、7日に国際航空運送協会（IATA）が同社便の航空券の発券停止を発表、20日には同月25日より国際線の運航を全面的に停止すると伝えられ、24日には欠航便の航空券の払い戻しが困難になったと報じられた。
以後も従業員に対する給料の未払いが続いたため、同年10月1日より一部の従業員がストライキに突入。これに対し会社側は従業員のロックアウトを行った結果、国内線も含めた全便の運航がストップした。ロックアウト中の労使交渉も妥結には至らず運航再開の目処が立たない状況が続き、同年10月20日にインド航空当局より営業免許停止処分を受けるに至り、事業再開が極めて厳しい状況となった。
その後、従業員との協議は妥結したものの、航空機リース会社や、空港等への支払い滞りなどを巡り、インド航空当局がキングフィッシャー航空の資金計画に疑問を呈していたため、運航再開がさらに延期され、キングフィッシャー航空は、親会社のユナイテッド・ブリュワリーズなどのUBグループにより資金が提供されるとしていたが、インド当局はこれを認めず、ついに運航許可更新の期限が切れてしまった。2012年から2年間は、運航許可を再取得することが可能なため、2012年12月31日付けで、運航許可を再申請したことを発表した。
インターナショナル・リース・ファイナンス（ILFC）は、以前からキングフィッシャー航空に対し、リース料が支払われていない状態のリース機の返還を求めていたが、インド政府により返還が引き止められていた。しかし、インド・デリー高等裁判所での2013年3月15日付けの判決を元に、エアバスA321を1機、2013年3月25日に取り戻す事ができたと発表した。
キングフィッシャー航空は、運航を再開する予定があると発表しているものの、2013年5月現在も、運航再開されていない。一時期は、インターナショナル・リース・ファイナンス（ILFC）、AerCap、BOCアビエーション、アビエーション・キャピタル・グループ（ACG）、AWASなどの航空機リース会社から、ピーク時には、およそ60機をリースしていた。しかし、運航開始間もない航空会社は黒字化になりにくい点や、インドでは他国と異なり、貸し手の権利が担保されておらず、機体記号登録を削除されたキングフィッシャー航空へのリース機材や、エンジンが機体から外され、そのエンジンが盗難にあったか、または破損しているなどの報道もあったリース機を取り戻すために、リース会社は多大なる苦労を負っている。
後に、航空業界調査会社の幹部は、キングフィッシャーが経営不振に陥った理由を「インド政府の規制、航空業界に障害をもたらす政策、高額のジェット燃料費。」と指摘している。
また、最終的に経営破綻した結果、キングフィッシャー航空のワンワールドへの加盟もなくなった。

## 路線

### 国内線
ベンガルール、ムンバイ、デリー、コルカタを拠点に、インド国内70都市以上に就航していた。

### 国際線
ヨーロッパ
- イギリス：ロンドン(ヒースロー)、(2012年4月9日から運休)

### 過去に運航していた国際線
アジア
- 東アジア
  - 香港：香港
- 南アジア
  - バングラデシュ：ダッカ
  - ネパール：カトマンズ
  - スリランカ：コロンボ
- 東南アジア
  - シンガポール：シンガポール
  - タイ：バンコク
- 西アジア
  - アラブ首長国連邦：ドバイ

## 保有機材

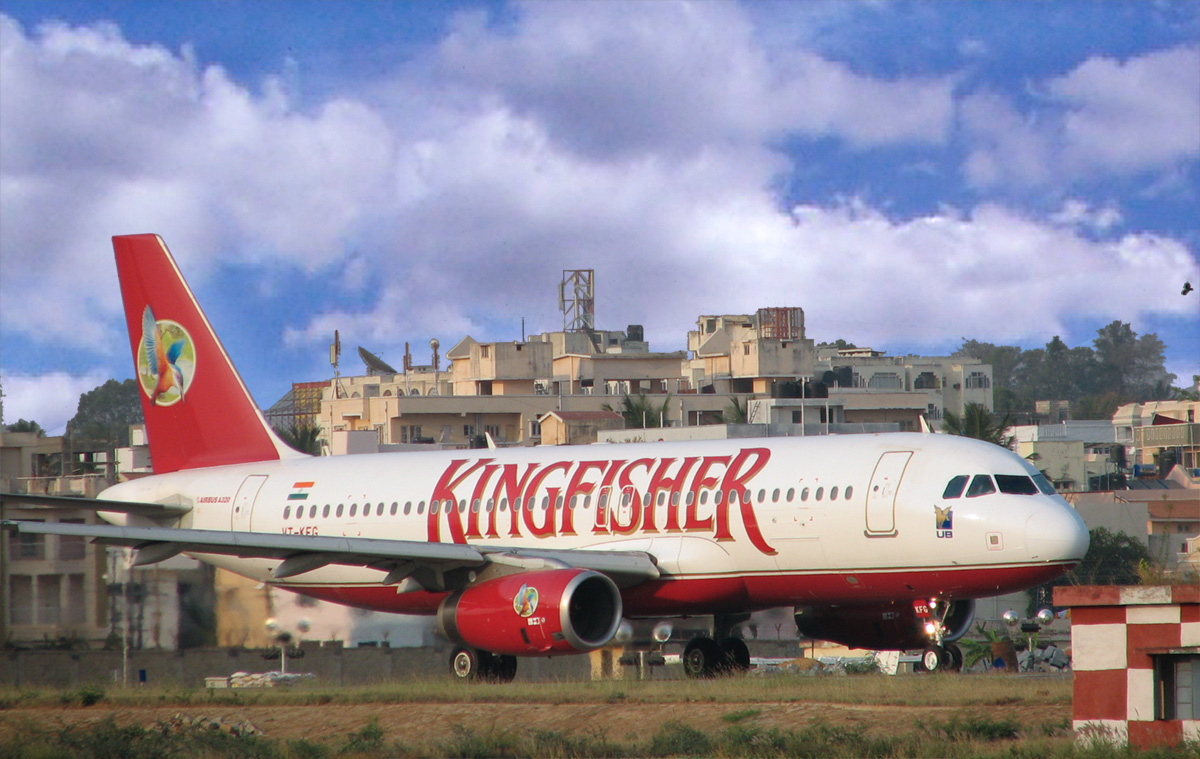
エアバスA320型機

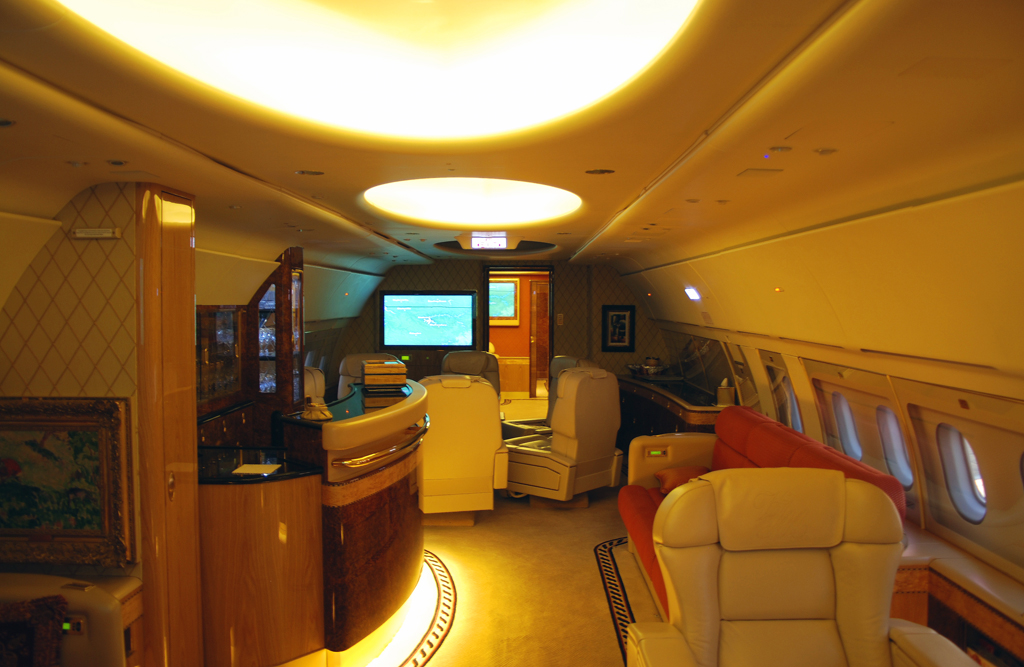
ビジェイ・マリヤ所有のプライベート機 (エアバスA319)

2013年現在、運航可能な機体はビジェイ・マリヤのプライベート機と数機の保管機体だけであり、それ以外の機体はリース会社に返却後、他の航空会社などで運航されている。従って、ここでは保管機体のみをカウントする。

## サービス
King Club
マイレージサービスである。下記の航空会社と提携していた。
- デルタ航空
- エールフランス - KLM
- カタール航空
- コンチネンタル航空
- エミレーツ航空

## スポンサー
1996年にベネトン（ブランドはキングフィッシャービール）、そして2007年度よりF1チームであるトヨタF1チームのスポンサーを務めていたが、2008年度よりスパイカーF1をビジェイ・マリヤが共同買収をし、フォース・インディアとして参戦することからトヨタF1との2008年末まであった契約を解消した。
2010年現在は、中堅チームとなったフォース・インディアチームのメインスポンサーとなっている。